# 西日本リハビリテーション学院
西日本リハビリテーション学院（にしにほんリハビリテーションがくいん）は、熊本県熊本市東区八反田３丁目３−２０−２にあった養成学校。

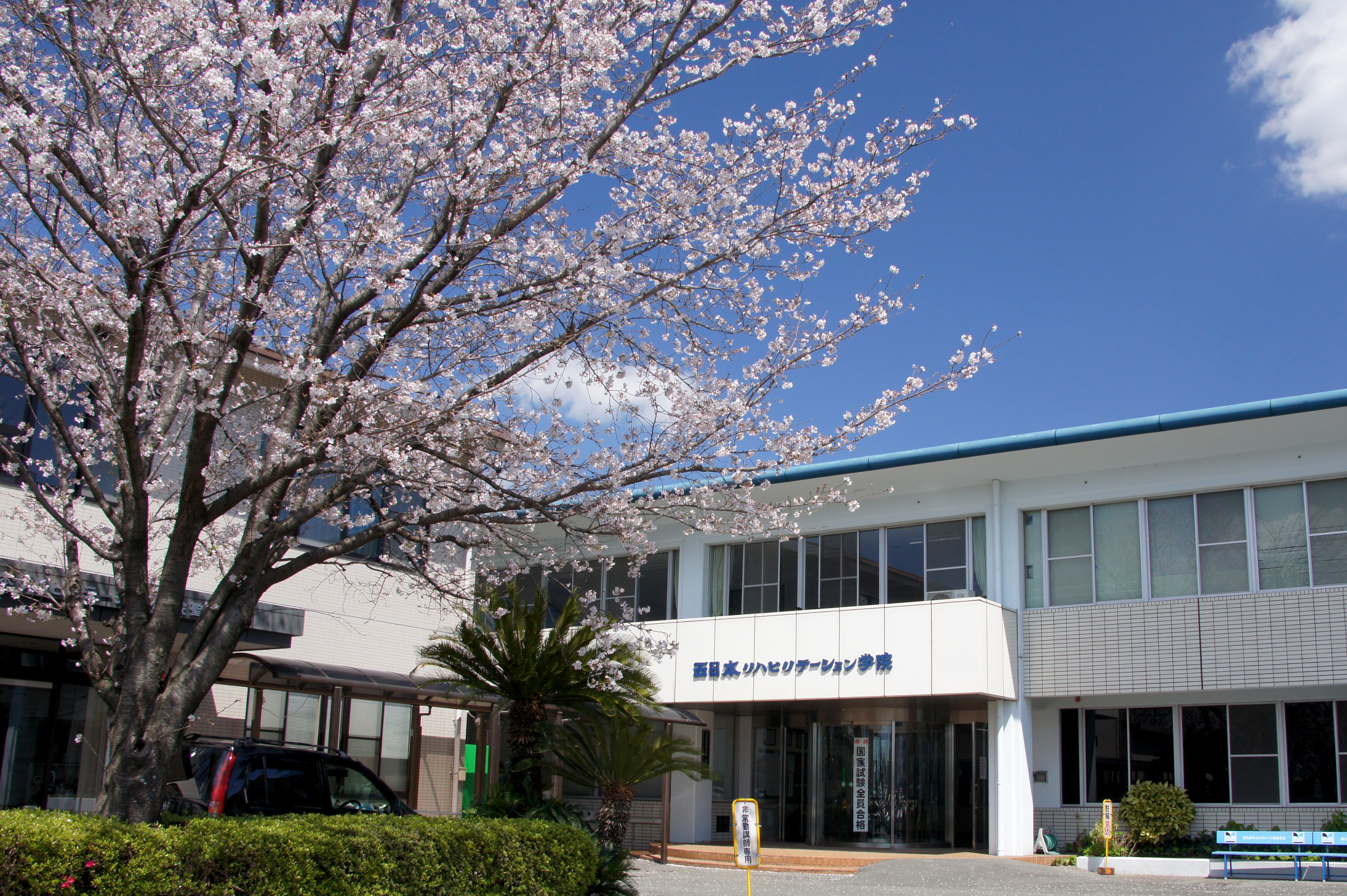
正面玄関

## 沿革
- 1981年 - 専修学校として開設
- 1992年 - 4年制夜間部設置
- 2012年 - 募集停止
- 2015年3月31日 - 閉校

## 学科
- 理学療法学科（3年制昼間部/4年制夜間部）

## 交通アクセス
- JR九州豊肥本線竜田口駅下車しタクシーで約10分
- 熊本空港からタクシーで約20分

## 関連機関
- 西日本病院
- 聖ヶ塔病院
- ちゅうざん病院
- 宜野湾記念病院